# Zaneta Mascarenhas
Zaneta Mascarenhas (née le 26 juillet 1980 à Kalgoorlie) est une femme politique australienne. Membre de le chambre des représentants depuis 2022, elle siège sous la bannière travailliste.

## Biographie
Mascarenhas nait en Australie de parents goans. Son père immigre en Australie pour travailler dans les mines de nickel de Kambalda. Après des études à l'université Curtin et l'université Murdoch, elle devient ingénieure. Après son élection en 2022, elle devient la première personne d'origine goanne à siéger au parlement australien. Elle est réélue en 2025,.